# سنير ميشان
سنير ميشان (بالعبرية: שניר משען‏) هو لاعب كرة قدم إسرائيلي في مركز الدفاع، ولد في 13 نوفمبر 1988 في نهاريا في إسرائيل. لعب مع بيتار القدس ومكابي حيفا.